# Edward Stewart
Edward Stewart (20 de janeiro de 1915 — 30 de agosto de 1999) é um diretor de arte estadunidense. Venceu o Oscar de melhor direção de arte na edição de 1980 por All That Jazz, ao lado de Tony Walton, Philip Rosenberg e Gary J. Brink. Também foi indicado ao mesmo prêmio pelo filme The Wiz (1978).